# Russell Coleman
Russell Coleman was voor een korte periode de drummer van de Australische hardrockband AC/DC. Hij was de derde drummer en verving in februari 1974 Ron Carpenter. De bezetting was op dat moment: Angus Young (leadgitarist), Malcolm Young (rhythmgitarist), Dave Evans (leadzanger) en Neil Smith (basgitarist). In deze tijd had de band geen vaste basgitarist en drummer en Russell Coleman werd al snel weer vervangen door Noel Taylor.
Na AC/DC heeft Russell Coleman in nog veel andere bands gespeeld waaronder: Sasha en Redgum.

## Voetnoten
1. ↑  (en) Leden van AC/DC
2. ↑  (en) Russell Coleman in de band Sasha. CrabsodyInBlue.com
3. ↑  (en) Russell Coleman in de band Redgum.